# Critical Mass
Critical Mass é uma banda canadense de rock cristão da região de Waterloo. A banda é altamente influenciada por suas raízes católicas. Já produziram e lançaram cinco álbuns, suas músicas já venderam mais de 60,000 cópias, tornando a banda um dos maiores sucessos independentes do Canadá.

## Significado do Nome
O nome possui um duplo sentido. Significa tanto o nome dado à missa na liturgia quanto ao evento físico conhecido como massa crítica. “Missa crítica” é simbolicamente uma referência ao grande número de jovens entusiasmados com sua fé católica, causando uma explosão espiritual.

## História da Banda
A história do Critical Mass se iniciou em 1997 com David Wang como uma forma de introduzir a juventude católica à musica cristã contemporânea. Inicialmente o grupo era focado em liderar a adoração em eventos jovens e em missas. Os membros originais do grupo eram Matt e Tim Devine, Eric Kubica, Tom e Sharon Pawelko, Matthew Bierschbach, Lorraine Adams, e David e Jodie Wang. A banda escrevia músicas originais inspirados por sua fé católica. Seu primeiro álbum foi uma demo chamada Faith Looks Up recebendo críticas positivas.  O álbum veio a ganhar o prêmio de Melhor Grupo Internacional e de Melhor Álbum de Modern Rock/Alternative da United Catholic Music and Video Association.
O Segundo álbum, Completely, foi produzido por Andrew Horrocks, e teve um som mais profissional do que a demo anterior. O álbum ganhou o prêmio de Melhor Álbum do Ano do Covenant Awards, promovido pela Canadian Gospel Music Association. A música Humility foi finalista também no prêmio de Melhor canção de Rock do Ano.
O sucesso de Completely rendeu ao grupo um convite para se apresentarem na Jornada Mundial da Juventude de 2002, em Toronto. A banda se apresentou na Cerimônia de Boas-vindas e na Vigília Papal. Com a exceção de David Wang, os membro da banda possuem projetos paralelos ao Critical Mass. Matt e Tim Devine formaram uma nova banda, Devine. Tim Devine, desde então, ingressou no sacerdócio com os Companheiros da Cruz.
David e os novos mebros da banda Scott McKendrick, Luke Kupczyk, Tracey Doyle, Paul Kieffer, Lawrence Lam e com a assistência de Harvey Armoogan deram continuidade à missão do Critical Mass com o álbum Grasping for Hope in the Darkness, lançado em setembro de 2004. O álbum ganhou o prêmio de Melhor Álbum de Rock no Convenant Awards. O cover de Carry on Wayward Son da banda Kansas foi também nomeado como Melhor Canção de Rock. Por dois anos o Critical Mass ampliou seu alcance pelos Estados Unidos promovendo turnês e retiros.
Em outubro de 2006, a banda ganho novamente o prêmio de Melhor Grupo Internacional do Ano da United Catholic Music and Video Association. Na mesma época entra na banda Dave Filton, como substituto nos teclados e guitarras.
Em 2007, o Critical Mass lançou um álbum ao-vivo de louvor e adoração chamado Celebrate, incluindo covers de canções populares de adoração, bem como remakes de músicas do álbum Completely. O álbum foi nomeado à 6 prêmios da United Catholic Music and Video Association.
Em 2009, o Critical Mass lança o álbum "Body Language", baseado na Teologia do Corpo do Papa João Paulo II. Foi o primeiro álbum de rock cristão a lidar de forma tão explícita em assuntos como sexo, amor e comunhão, num contexto católico.
Em 2012 é lançado 15 (1997-2012), uma compilação com três novas músicas e outras 12 de álbuns antigos.
O Critical Mass tem tido um importante papel ao recente retorno da juventude ao Catolicismo mais tradicional.

## Membros
- Dave Wang - vocais
- Luke Kupczyk - guitarra
- Scott McKendrick - baixo
- Lawrence Lam - teclado
- Paul Kieffer - bateria
- Tracey Doyle - percussão
- Dave Flitton - teclado, guitarra

## Discografia

### Álbums
- Faith Looks Up (1997, Produzido por Ron Roy)
- Completely (2000, Produzido por Andrew Horrocks)
- Light of the World/Lumiere du Monde (CD Oficial da Jornada Mundial da Juventude de 2002, Critical Mass contribuiu na música "Share it with the World")
- Grasping For Hope in the Darkness (2004, Produzido por Andrew Horrocks)
- Celebrate (2006, Produzido por Andrew Horrocks)
- Rocking Romans- Best of new Catholic Music 2008 (Critical Mass contribuiu na música "Body and Blood")
- Body Language (2009, Produzido por Andrew Horrocks)
- 15 (1997-2012) (2012, Produzido por Andrew Horrocks)

## Prêmios

### GMA Canada Covenant Awards
- 2000 Álbum de Rock do Ano: Completely
- 2005 Álbum de Rock do Ano: Grasping for Hope in the Darkness

### GMA Canada Covenant Award Nominations
- 1997 Álbum de Rock do Ano: Faith Looks Up
- 2000 Canção de Rock do Ano: Humility
- 2005 Canção de Rock do Ano: Carry On Wayward Son

### United Catholic Music and Video Association Unity Awards
- 2000 Grupo Internacional do Ano
- 2000 Melhor Álbum de Modern Rock/Alternative do Ano: Faith Looks Up
- 2006 Grupo Internacional do Ano

### Rocking Romans International Catholic Music Competition
- 2007 Banda do Ano